# Bruchophagus davidi
Bruchophagus davidi is een vliesvleugelig insect uit de familie Eurytomidae. De wetenschappelijke naam is voor het eerst geldig gepubliceerd in 1927 door Girault.